# دیوان قائمیات
دیوان قائمیات از حسن محمود کاتب او یکی از سرایندگان و نویسنده‌های اسماعیلی مذهب سدهٔ هفتم هجری است، از جمله آثار نویافته‌ای است که ظهور آن در عرصهٔ نشر برای فرهنگ ایرانی و زبان فارسی یک واقعهٔ بزرگ ادبی به‌شمار می‌رود، به گونه‌ای که در میان ادبیات منظوم اسماعیلی تنها می‌توان آن را با دیوان ناصر خسرو و ((نزاری قهستانی (۸)))مقایسه کرد. نسخه ای از دیوان قائمیات در روستای ماهوسک شهرستان بیرجند نسخه برداری شده‌است(۹). بیشترین اشعار آن سرودهٔ حسن محمود کاتب است. این دیوان همچنین در قلمرو مطالعات اسماعیلی نیز اثری درخور توجه است و در آن نکات تاریخی، اجتماعی، سیاسی و مذهبی ارزشمندی به چشم می‌خورد. حسن محمود کاتب یا حسن صلاح منشی بیرجندی یار و همکار خواجه نصیر الدین طوسی در قهستان و الموت بوده‌است.

## از قید دیوار تا زیور چاپ
بعد از گذشت سده‌ها کتابی که در مابین دیوار از ترس و بیم نابودی‌اش قید شده بود با فروریختن دیوار اوراق کتاب از محبس سنگ‌ها رهایی یافت و شخصی آن را صاحب گردید که سال‌های دیگر دور از انظار دیگران او را محفوظ داشت. این دیوان در دهکده یهن (در ۴۵ کیلومتری شمال شرق بیرجند ایران) در جرز دیوار خانه‌ای قرار داده شده و پس از گذشت چندین قرن با رنگ زرد فرسوده شده حین بازسازی آن محلات از میان سنگ و خاک سر به درآورده است. مالک این کتاب ملا آخوند مرتضی افسوس می‌خورد که از هفت جلد این دیوان که به «دیوان کبیر قائمیات» مشهور بوده، جز یکی دو جلد آن باقی نمانده‌است. بعد از آن سیدجلال حسینی بدخشانی کتاب را نزد صاحبش می‌یابد، ارزش و اهمیت آن را درک می‌کند و تصمیم بر چاپ آن می‌گیرد که سرانجام پس از گذشت چند سال کتاب با مقدمهٔ فارسی محمدرضا شفیعی کدکنی و مقدمهٔ انگلیسی فرهاد دفتری چاپ می‌شود.